# ファウンドリーネットワークス

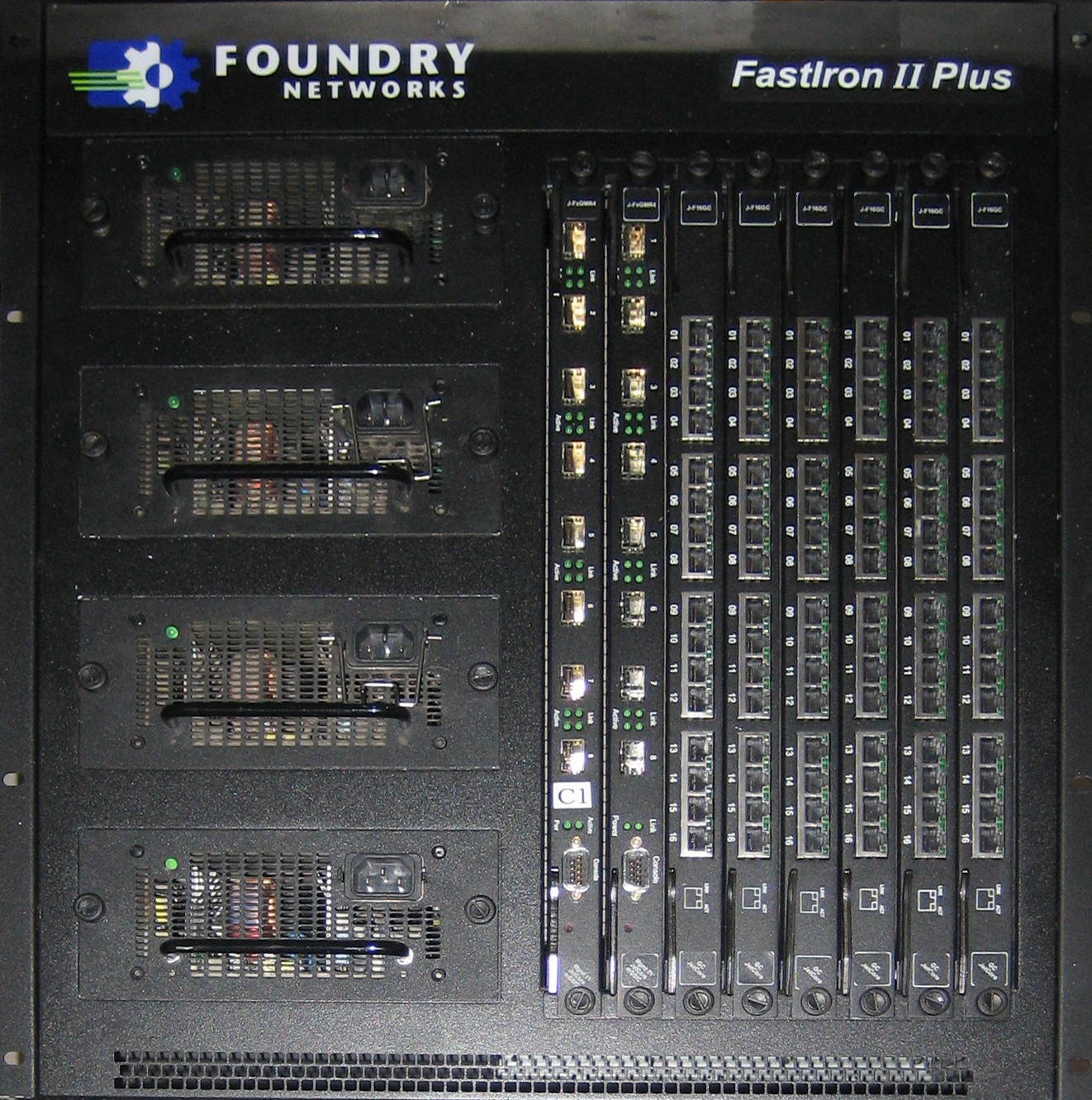
FastIron II Plus

ファウンドリーネットワークス (Foundry Networks, Inc.、NASDAQ:FDRY) はアメリカの会社で主にネットワークスイッチ製品の製造・販売・保守を行っている。
社長兼CEOはボビー・ジョンソン (Bobby Johnson)、本社はカリフォルニア州サンノゼにあり、世界14カ国に活動拠点を持つ。社員数は2008年時点で約1100人。
日本法人であるファウンドリーネットワークスジャパン株式会社は本社が東京都千代田区内幸町にあり、他に大阪府大阪市北区梅田にも営業所がある。
同社の製品はほとんどのものが黒く塗られていることと、製品名に必ず“IRON”がつくため、同社製品を黒箱もしくは鉄箱と称することもある。
2008年12月19日、ブロケード コミュニケーションズ システムズに買収された。

## 主な製品
- レイヤー3バックボーン・スイッチ
  - BigIronシリーズ

- エンタープライズ対応レイヤー2/3スイッチ
  - FastIronシリーズ

- インターネット・ルータ
  - NetIronシリーズ

- レイヤー4-7スイッチ
  - ServerIronシリーズ

- ネットワーク・マネージメント
  - IronView

- 無線LAN
  - IronPoint